# Luiz Henrique da Silva Brito
Dom Luiz Henrique da Silva Brito (São Gonçalo, 19 de maio de 1967) é um bispo católico brasileiro. É o atual bispo diocesano de Barra do Piraí-Volta Redonda.

## Biografia
Filho de João de Brito e Narly da Silva Brito, ingressou no Seminário Menor da Congregação dos Missionários do Sagrado Coração em 1983, na cidade de Juiz de Fora.
De 1985 a 1986 cursou a faculdade de filosofia no Seminário Diocesano Paulo VI, em Nova Iguaçu. Em 1986 ingressou no Seminário Diocesano de Campos.
Em 1987 concluiu o curso de Filosofia no Seminário São José, na cidade do Rio de Janeiro. De 1987 a 1990 cursou a faculdade de Teologia no Instituto Superior de Teologia da Arquidiocese do Rio de Janeiro, sendo que no último ano exerceu a função de prefeito de Disciplina.
Aos 14 de dezembro de 1991, na catedral diocesana Santíssimo Salvador, em Campos dos Goytacazes, foi ordenado sacerdote por Dom João Corso, SDB. De 1991 a 1992 fez o curso de direito canônico no Instituto Superior de Direito Canônico do Rio de Janeiro.
Em 1992 foi administrador paroquial da Paróquia São Sebastião, de Campos dos Goytacazes; de 1996 a 1998 foi coordenador da Pastoral Vocacional Diocesana; foi coordenador Diocesano de Pastoral – Regional Noroeste; Juiz Auditor da Câmara Eclesiástica de Campos e pároco da Paróquia Santo Antônio de Pádua, de 1993 a 2003.
De 2003 a 2005 fez o mestrado em Teologia Moral pela Pontifícia Universidade da Santa Cruz, em Roma. Retornando ao Brasil, foi pároco da Paróquia Santa Helena, de 2006 a 2010; posteriormente foi pároco da Paróquia São Benedito, desde 30 de junho de 2010.
Acumulou as funções de chanceler do Bispado de Campos, nomeado em 19 de março de 2007; membro do Conselho Presbiteral e Colégio dos Consultores: 27 de março de 2007; Professor de Ética na Faculdade Eclesiástica de Filosofia, em Campos, desde 2005; Professor de Teologia Moral no Seminário Arquidiocesano São José, em Niterói, desde 2008; Defensor do Vínculo do Tribunal Eclesiástico Interdiocesano de Niterói; Diretor Espiritual no Seminário Diocesano Maria Imaculada, de Campos e foi nomeado moderador da Cúria da Diocese de Campos, em 2011.
Aos 29 de fevereiro de 2012 foi nomeado pelo Papa Bento XVI como bispo auxiliar da Arquidiocese de São Sebastião do Rio de Janeiro. Recebeu a ordenação episcopal no dia 12 de maio desse mesmo ano, das mãos de Dom Orani João Tempesta.